# English Heritage

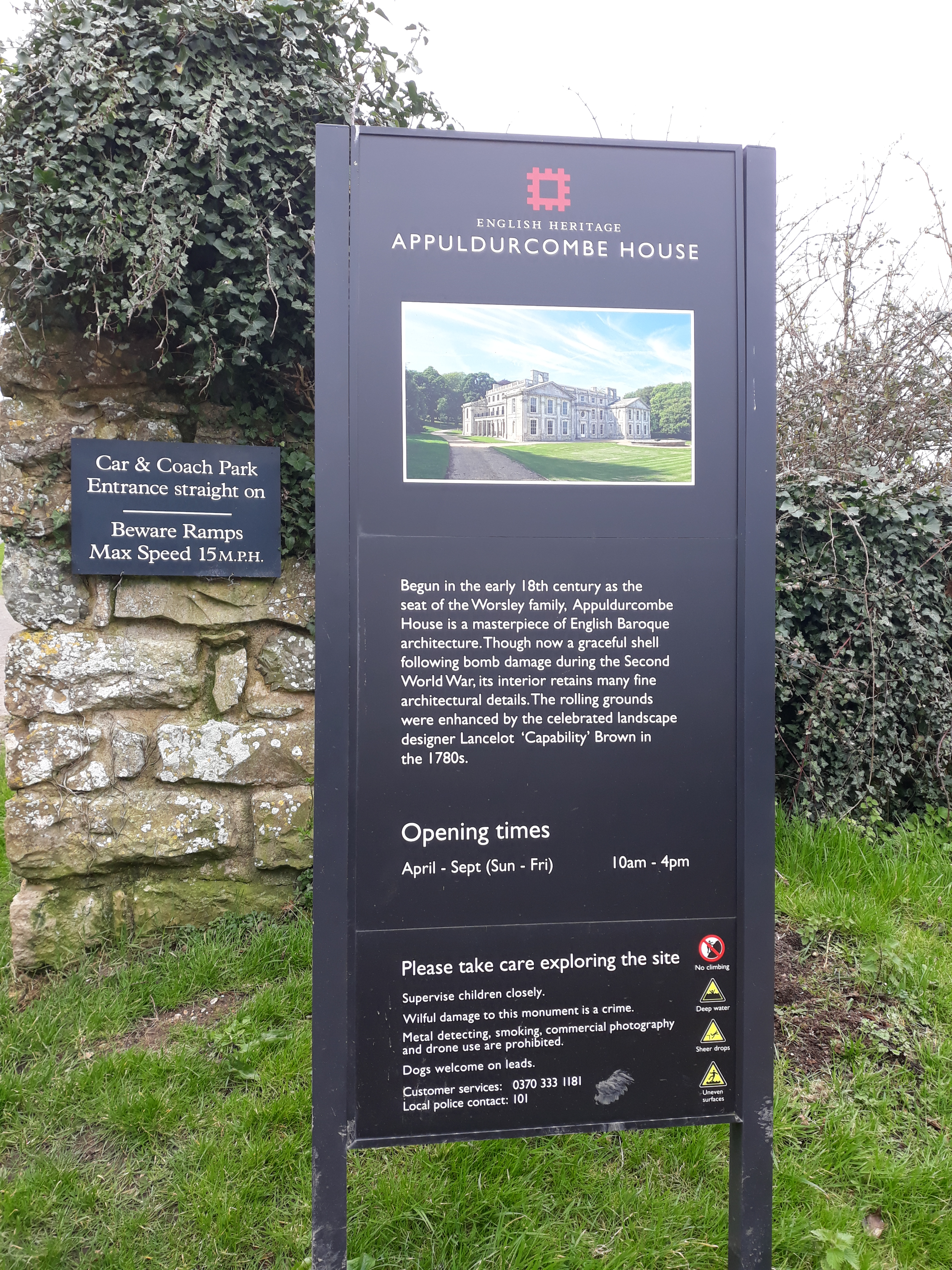
Informationsskylt från English Heritage uppsatt utanför Appuldurcombe House på Isle of Wight.

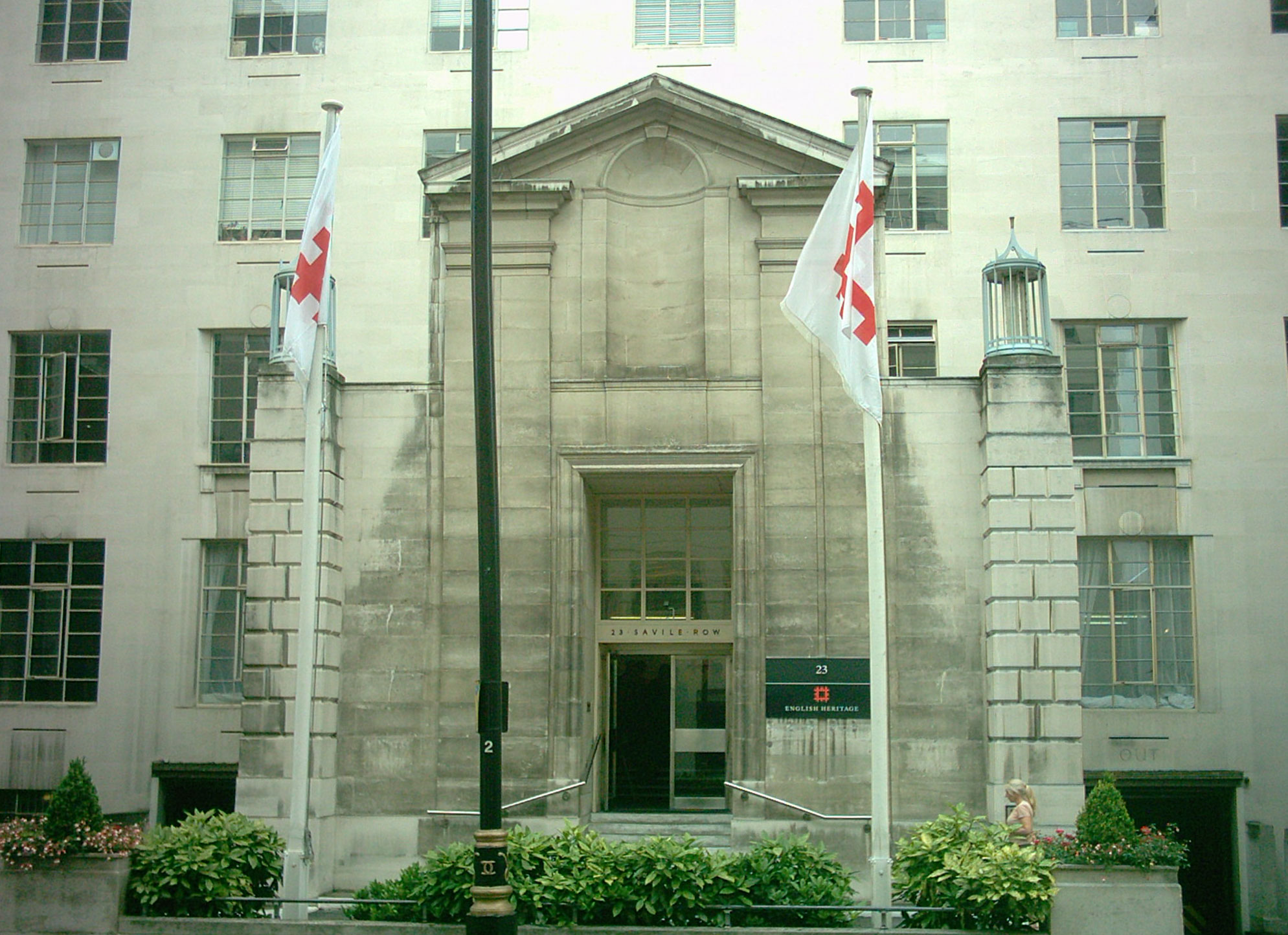
English Heritage tidigare huvudkontor på 23 Savile Row i London, numera rivet.

English Heritage (på svenska ungefär 'det engelska arvet', officiellt namn:  the Historic Building and Monuments Commission for England, på svenska ungefär 'kommissionen för historiska byggnader och monument i England')  är en statlig organisation i Storbritannien, en så kallad "non-departmental public body" (NDPB), d.v.s. en statlig organisation som inte är en del av ett departement, men för vilken en minister ansvarar och vars kostnader bärs av ett departement. 

## Bakgrund
English Heritages kostnader belastar budgeten för Department for Culture, Media and Sport (DCMS) ('kultur-, media- och idrottsdepartementet'). Genom att ge råd om vården av Englands historiska miljöer kompletterar English Heritages arbete Natural Englands, vars uppgift är att skydda naturen. English Heritage har långtgående befogenheter att hantera Englands historiska miljöer och att vara rådgivande organ åt departementschefen i politiska frågor och enskilda ärenden såsom registrering av skyddade och kulturminnesmärkta objekt.
Organisationen inrättades enligt the National Heritage Act 1983. Dess uppgift att underhålla äldre monument hade tidigare skötts av Miljödepartementet som var en efterföljare till Ministry of Works ('byggnadsdepartementet'). Med beslutet 1983 upplöstes de organ som tidigare fungerat som oberoende rådgivare nämligen, the Ancient Monuments Board ('styrelsen för äldre monument') och Historic Buildings Council of England ('rådet för historiska byggnader i England') och de kom att gå upp i den nya organisationen. Ett annat rådgivande organ, the Royal Commission on the Historical Monuments of England ('kungliga kommissionen för Englands historiska monument') kom att ingå i English Heritage först 1999.
English Heritages mest kända uppgift är rollen som förvaltare av över 400 viktiga historiska och arkeologiska platser, från Stonehenge och Dover Castle till Iron Bridge, världens äldsta järnbro. English Heritage äger vissa historiska platser och samarbetar även med privata ägare av områden där man avtalat om ett slags beskydd. Man har ett stort ansvar då det gäller bevarande, rådgivning, registrering och skydd av historiska miljöer. Man ansvarar också för ett offentligt arkiv, the English Heritage Archive.
Privatpersoner kan, och uppmuntras att, bli medlemmar i English Heritage. Ett medlemskap ger fördelar, såsom fri entré till anläggningar. År 2011 hade organisationen drygt en miljon medlemmar. Medlemskap ger inte rösträtt eller inflytande över organisationens verksamhet.

## Motsvarande organisationer i andra delar av Storbritannien
- Wales – Cadw
- Skottland – Historic Scotland
- Nordirland – Environment and Heritage Service